# Чемпионат СССР по лыжным гонкам 1967
39-й лично-командный чемпионат СССР по лыжным гонкам проводился в Мурманске с 15 по 17 апреля 1967 года. Соревнования проводились по четырём дисциплинам — гонка на 30 км, эстафета 4×10 км (мужчины), гонка на 10 км, эстафета 4х5 км (женщины).
Личное первенство СССР проводилось в Ленинграде с 1 по 5 февраля 1967 года. Соревнования проводились по трем дисциплинам — гонки на 15, 50 км (мужчины), гонка на 5 км (женщины).

## Медалисты

### Мужчины
|                  | Золото                                                                       | Серебро                                                                     | Бронза                                                                         |
| ---------------- | ---------------------------------------------------------------------------- | --------------------------------------------------------------------------- | ------------------------------------------------------------------------------ |
| Гонка на 15 км   | Акентьев Анатолий Вооружённые Силы Москва                                    | Воронков Владимир Вооружённые Силы Чебоксары                                | Наседкин Анатолий «Динамо» Москва                                              |
| Гонка на 30 км   | Солдатов Владимир «Динамо» Ленинград                                         | Веденин Вячеслав «Динамо» Москва                                            | Наседкин Анатолий «Динамо» Москва                                              |
| Гонка на 50 км   | Веденин Вячеслав «Динамо» Москва                                             | Ворончихин Игорь «Буревестник» Москва                                       | Чарковский Юрий «Спартак» Московская область                                   |
| Эстафета 4х10 км | «Локомотив» Пугачев Валентин Балашов Николай Малютин Анатолий Кондрашов Иван | «Динамо» Зеленцов Валерий Авсеев Валерий Веденин Вячеслав Наседкин Анатолий | «Буревестник» Ярлыков Дмитрий Щелканов Николай Силаев Николай Ворончихин Игорь |

### Женщины
|                 | Золото                                                                  | Серебро                                                                 | Бронза                                                                          |
| --------------- | ----------------------------------------------------------------------- | ----------------------------------------------------------------------- | ------------------------------------------------------------------------------- |
| Гонка на 5 км   | Боярских Клавдия «Труд» Свердловск                                      | Колчина Алевтина «Динамо» Москва                                        | Ачкина Рита Вооружённые Силы Москва                                             |
| Гонка на 10 км  | Колчина Алевтина «Динамо» Москва                                        | Халитова Валентина «Динамо» Свердловск                                  | Боярских Клавдия «Труд» Свердловская область                                    |
| Эстафета 4х5 км | «Труд» Филиппова Зоя Кулакова Галина Смирнова Алевтина Боярских Клавдия | «Спартак» Иванова Нина Салимжанова Фаадия Матвеева Раиса Гусакова Мария | «Локомотив» Сергеева Людмила Чемезова Ольга Меньшикова Любовь Быстрова Алевтина |

Личный чемпионат СССР (6-й) в лыжной гонке на 70 км среди мужчин проводился в Мурманске 10 апреля 1967 года.

### Мужчины (70 км)
|                | Золото                                  | Серебро                                   | Бронза                                    |
| -------------- | --------------------------------------- | ----------------------------------------- | ----------------------------------------- |
| Гонка на 70 км | Утробин Иван «Зенит» Московская область | Акентьев Анатолий Вооружённые Силы Москва | Куклин Василий «Труд» Вологодская область |